# 第10回全日本実業団対抗駅伝競走大会
第10回全日本実業団対抗駅伝競走大会（だい10かい ぜんにほんじつぎょうだんたいこう えきでんきょうそうたいかい）は1965年12月19日に三重県で開催された全日本実業団対抗駅伝競走大会である。

## 概要
出場チームが初めて20チームを超えた10回目の大会は1区で、前回優勝した旭化成が7位といきなり出遅れる。2区でも順位が9位に下がり厳しい状況に追い込まれるが、3区で広島日出国が区間新記録で3位、4区で岩下察男が区間2位と徐々に追い上げると、6区で蓮原正嗣がついに首位を走っていた八幡製鐵を逆転、7区では西本克巳が東急・山口東一との接戦を制して優勝。旭化成が史上2チーム目となる連覇を飾った。そのほか初出場の自衛隊体育学校が前年の東京オリンピック・銅メダルを獲得した円谷幸吉が区間賞を取るなどで4位、また2010年代に優勝を果たすトヨタ自動車も初出場したが20位に終わった。

## 出場チーム
- 旭化成（3大会連続4回目）
- 旭ダウ（5大会ぶり3回目）
- 神戸製鋼（10大会連続10回目）
- 自衛隊体育学校（初出場）
- 鈴木自動車（4大会連続4回目）
- 全鐘紡（5大会連続6回目）
- 中央発條（10大会連続10回目）
- 電電近畿（6大会ぶり5回目）
- 電電中国（3大会連続3回目）
- 東急（6大会連続6回目）
- 東洋工業（5大会連続5回目）
- 東洋ベアリング（10大会連続10回目）
- トヨタ自動車（初出場）
- 日本鋼弦（初出場）
- 日本レイヨン（2大会連続5回目）
- 日立製作所（2大会連続2回目）
- 日立造船向島（初出場）
- 明治製菓（7大会連続7回目）
- 八幡化学（2大会ぶり3回目）
- 八幡製鐵（10大会連続10回目）
- リッカー（6大会連続8回目）

## 成績
- 1位：旭化成　4時間14分21秒
- 2位：東急　4時間15分13秒
- 3位：八幡製鐵　4時間15分25秒
- 4位：自衛隊体育学校　4時間17分15秒
- 5位：リッカー　4時間19分34秒
- 6位：全鐘紡　4時間19分53秒
- 7位：電電中国　4時間21分30秒
- 8位：東洋工業　4時間22分1秒
- 9位：中央発條　4時間22分15秒
- 10位：神戸製鋼　4時間22分40秒
- 11位：八幡化学　4時間23分
- 12位：鈴木自動車　4時間24分13秒
- 13位：明治製菓　4時間24分58秒
- 14位：東洋ベアリング　4時間25分23秒
- 15位：日本レイヨン　4時間27分28秒
- 16位：旭ダウ　4時間28分31秒
- 17位：日立造船向島　4時間28分46秒
- 18位：日本鋼弦　4時間28分53秒
- 19位：日立製作所　4時間29分48秒
- 20位：トヨタ自動車　4時間32分39秒
- 21位：電電近畿　4時間38分37秒

## 区間賞
※は区間記録更新
- 1区：三村清登（八幡製鐵）49分
- 2区：益満義孝（八幡化学）45分19秒
- 3区：広島日出国（旭化成）30分14秒※
- 4区：猿渡武嗣（八幡製鐵）30分8秒※
- 5区：円谷幸吉（自衛隊体育学校）47分17秒
- 6区：蓮原正嗣（旭化成）24分30秒
- 7区：西本克巳（旭化成）24分8秒※